# ROR1
ROR1, или трансмембранная рецепторная протеинтирозинкиназа ROR1, — белок семейства рецепторных тирозинкиназ, который у человека кодируется геном ROR1.

## Структура гена и белка
Ген ROR1, кодирующий белок длиной 937 аминокислотных остатков, был клонирован в 1992 году.
ROR1 состоит их трёх внеклеточных доменов (иммуноглобулинподобный мотив, домены frizzled и KNG), трансмембранной части и цитоплазматического киназного домена. Помимо полноразмерной формы белка, известно о существовании укороченной формы, которая является результатом альтернативного сплайсинга. Есть мнение, что каталитический домен ROR1 нефункционален, и, таким образом, ROR1 является псевдокиназой.

## Распространение
ROR1 синтезируется во многих эмбриональных тканях (преобладает в нервной), но практически не обнаруживается в нормальных тканях взрослого организма. Также данный белок синтезируется в течение короткого времени на промежуточной стадии развития В-лимфоцитов. Кроме того, аномальный синтез ROR1 обнаруживается в злокачественных опухолях (включая опухоли крови) и коррелирует с плохими шансами на выздоровление.

## Функции
Функции ROR1 в организме пока до конца не изучены. Считается, что он играет большую роль в эмбриональном развитии. В одном из исследований мыши, лишённые гена ROR1, не имели видимых дефектов развития, но умирали вскоре после рождения от дыхательной дисфункции. В другом эксперименте такие мыши выживали, но имели многочисленные аномалии в скелетной и урогенитальной системах и характеризовались замедленным развитием.
ROR1 может играть особую роль в развитии и поддержании злокачественных опухолей. Например, недавно было установлено, что ROR1 способствует выживанию опухолевых клеток при определённых типах острого лимфобластного лейкоза.